# Max Kolb (Gartenarchitekt)
Max Kolb (* 28. Oktober 1829 in München; † 25. November 1915 ebenda) war ein deutscher Gartenarchitekt und Gartenkünstler, der in der zweiten Hälfte des 19. Jahrhunderts zu den gefragtesten des Kontinents zählte. Er war der Vater der Schriftstellerin Annette Kolb.

## Leben und Wirken

### Herkunft
Max Kolb soll ein illegitimer Abkömmling der Wittelsbacher gewesen sein. Seine Mutter war Juliana Friederike Lorz (1806–1867), eine Kammerzofe der Königin Therese. Sechs Monate nachdem diese mit dem Knaben niedergekommen war, erklärte der Gärtner Dominicus Kolb (1804–1876) die Vaterschaft, avancierte 1834 zum Hofgärtner von Schloss Possenhofen, der Sommerresidenz des Herzogs Max in Bayern und zog mit Mutter und Kind dorthin. Die Eheschließung erfolgte jedoch erst am 18. Mai 1835. Das Ehepaar stand bei Herzogin Ludovika in hohem Ansehen. Dies zeigte sich in den Patenschaften für deren vier gemeinsame Kinder, die alle von Mitgliedern der herzoglichen Familie übernommen wurden.

### Jugend und Ausbildung
Im Herbst 1838 erwarb Herzog Max in Bayern das bei Bogenhausen gelegene Schloss Stepperg, einen 117 Tagwerk großen Besitz des ehemaligen bayerischen Premier- und Außenministers Maximilian Graf Montgelas. Deshalb wechselte Dominicus Kolb mit seiner Familie dorthin, um die Leitung der angeschlossenen Ökonomie, des Nutz- und Blumengartens sowie des ausgedehnten, von Friedrich Ludwig von Sckell angelegten Landschaftsgartens zu übernehmen. Max Kolb wurde "auf Kosten" von König Maximilian II. ausgebildet. 1840 kam Max Kolb als Internatsschüler auf die Lateinschule des Klosters Scheyern. Dort erkannte Korbinian Schäffler, ein weithin bekannter Pomologe, das Interesse des Knaben und vermittelte ihm in seinem artenreichen Obstkulturgarten umfangreiche Kenntnisse zum Obst- und Gartenbau.

### Beruflicher Werdegang
Nach seiner Gymnasialzeit erhielt Max Kolb eine gärtnerische Ausbildung bei Carl von Effner. Dieser erkannte das Talent des jungen Mannes und nahm ihn später nach Berlin und Potsdam, um dort an der Neugestaltung der königlichen Gärten mitzuwirken. Max Kolb wurde 1851 Hofgärtner in Sanssouci und arbeitete im Botanischen Garten von Berlin, ehe er nach Gent und 1853 nach Paris ging. In Paris war Kolb maßgeblich an der Gestaltung der „Exposition d’Horticulture“ beteiligt und erhielt dafür eine Goldmedaille. Kurz darauf stieg er zum leitenden Gärtner („Jardinier Principal“) der Seinestadt auf. Unter ihm entstanden die Gartenanlagen für die Weltausstellung, die 1855 von mehr als 5 Millionen Besuchern bestaunt wurden. Zusammen mit Jean-Charles Alphand legte Kolb den Bois de Boulogne und den Parc Monceau im englischen Stil neu an und schuf den Kulturgarten von Schloss la Muette. Max Kolb begleitete König Maximilian II. während eines Besuchs der Weltausstellung durch Paris und zeigte ihm die Gartenanlagen. Dort erhielt er von ihm das Angebot, die Leitung des Botanischen Gartens in München zu übernehmen. Obwohl er in Paris noch unabkömmlich war, wurde er zum 19. März 1859 zum technischen Leiter des Botanischen Gartens und des Pflanzenphysiologischen Instituts an der Karlstraße ernannt.
Unter Kolbs Leitung entstanden dort Gewächshäuser in Glas-Stahlkonstruktion, darunter ein Palmenhaus, das als eines der höchsten Europas galt und die älteste und größte Palme Europas aufzunehmen hatte. Ferner entstand ein Aquarium mit Süßwasserpflanzen. 1862 versuchte der Magistrat von Paris erfolglos, Max Kolb abzuwerben. Seit 1864 sandte ihn die Bayerische Gartenbaugesellschaft zu den internationalen Gartenbau- und Blumenausstellungen Europas und Nordafrikas, wo er als Jurymitglied und in Fachgremien wirkte.
Auf Initiative von Max Kolb erfolgte die Gründung der Staatlichen Gartenbauschule in Weihenstephan. Er schuf den Alpengarten auf dem Schachen mit einem Alpinum, das die reichhaltigste Sammlung von Alpenpflanzen in Europa besaß.
In seiner wissenschaftlichen Tätigkeit arbeitete Kolb eng mit Justus von Liebig, dem Wegbereiter der modernen Chemie, zusammen. Mit ihm besuchte er 1867 eine weitere Weltausstellung in Paris und führte ihn gemeinsam mit Georges-Eugène Baron Haussmann durch die neu geschaffenen alleengesäumten Boulevards und Park- und Grünanlagen. Bis 1890 gestaltete Max Kolb jährlich Blumenausstellungen im Münchner Glaspalast.

### Parkanlagen
Max Kolb genoss mit seinen Garten- und Landschaftgestaltungen im gemischten Stil hohes Ansehen. Neben geschwungenen Wegen setzte er Skulpturen, effektvolle Sichtachsen und ausgefallene, häufig exotische Pflanzen ein und mischte geometrische Anlagen mit romantischen Partien.
Kolb schuf den Garten von Schloss Hohenschwangau und legte die Stadtparks von Kempten und Erding neu an. Für die Fürsten von Thurn und Taxis gestaltete er die Parks von Schloss St. Emmeram in Regensburg und von Schloss Garatshausen am Starnberger See. Für August von Wendland, den bayerischen Gesandten in Paris, entstand ein Garten in Bernried, für Viktor von Wendelstadt der Garten von Schloss Neubeuern und für Georg von Hertling einen Garten für seinen Landsitz in Ising am Chiemsee. Darüber hinaus schuf Kolb die Grünanlagen der Klöster Seligenthal, Scheyern und Kloster Thurnfeld in Tirol. In München entwarf er den Garten der Villa Lenbach, die Grünanlagen vor den Pinakotheken und der Akademie der Schönen Künste. Sein Alterswerk ist der Bavariapark an der Ruhmeshalle (München).

### Stadtplaner
Max Kolb erkannte die mangelhafte Begrünung von Straßen und Plätzen der rasch wachsenden Stadt München, die er mit einer Denkschrift vom 18. Oktober 1868 angeprangerte. Am 1. Januar 1869 erhielt er die Oberleitung der städtischen Anlagen, was schließlich zu einer umfangreichen Begrünung und Verschönerung der Isarmetropole führte. So entstand 1869 an der Mathildenstraße auf einer Fläche von 3115 m² ein Garten zur Anzucht von Schmuckpflanzen und anderen Gewächsen. Kolb plädierte für wohnungsnahe Grünanlagen. An der Blumenstraße gestaltete Kolb 1873 den ersten englischen Landschaftspark auf einer kleinen Fläche. Unter seiner Leitung entstanden die ersten Schmuckplätze Münchens. Die Münchner Teppichgärtnerei kam durch Kolb zu ihrer ersten Blüte und fand weithin Beachtung. 1870 führte er die Verwendung von Sommerblumen und exotischen Pflanzen wie Bananenstauden, Begonien und Geranien in Teppichbeeten mit dekorativen Blumenelementen ein. Erste mit Teppichbeeten geschmückte Plätze waren der Karolinenplatz und der Gärtnerplatz. Auch die gärtnerische Gestaltung des „Franzosenviertels“ in Haidhausen wurde unter seiner Leitung durchgeführt. Kolb ließ die Maximilians- und Isaranlagen auslichten, um sie mit wertvollen ausländischen Gehölzen wie der kaukasischen Flügelnuss, der amerikanischen Ulme und Tulpenbäumen anzureichern. Darüber galt er als weithin anerkannter Pomologe, der 1886 die bisher größte bayerische Landesobstausstellung organisierte. Weitere Höhepunkte seines Schaffens waren die jährlichen Blumenausstellungen. Max Kolb war Mitglied im General-Comité des Landwirtschaftlichen Vereins in Bayern, dem er 55 Jahre angehörte, seit 1897 Vorsitzender der Bayerischen Gartenbaugesellschaft und von 1899 bis 1902 Vorsitzender vom Bayerischen Obst- und Gartenbauverband.

### Soziale Bestrebungen
1874 regte Max Kolb die Einrichtung eines Unterstützungsfonds für invalide Gärtner an, der bald darauf im Ausland Nachahmung fand. Auf seine Initiative hin entstanden in München erstmals Spielplätze für Kinder und erste Schulgärten.

### Ehrungen
Während seiner Amtszeit wurden Max Kolb zahlreiche Ehrungen aus dem In- und Ausland zuteil. König Ludwig II. verlieh ihm 1880 das Ritterkreuz I. Klasse des königlich bayerischen Verdienstordens. 1882 erhielt er eine Dankesurkunde des Königs, nachdem während der Internationalen Elektrizitätsausstellung die von ihm geschaffene Blumenpracht im Münchner Glaspalast erstmals in der Welt in elektrisches Licht getaucht wurde. 1884 wurde Kolb anlässlich seines 25-jährigen Dienstjubiläums Ehrenmitglied der Gartenbaugesellschaften von Wien, Berlin, St. Petersburg und Antwerpen.

### Privatleben
Max Kolb bewohnte mit seiner Frau Sophie Danvin (1840–1916), die er am 7. Juli 1859 in Paris geheiratet hatte, eine kostenfreie Dienstwohnung in der Sophienstraße 7. Dort kamen zwischen 1860 und 1880 insgesamt neun Kinder zur Welt, von denen sechs das Säuglingsalter überlebten. Sophie Danvin war Tochter des Malerehepaares Constance Amélie und Félix Danvin. Sie wurde als Konzertpianistin geschätzt und komponierte. Das Hause Kolb zog regelmäßig Musikgrößen wie Richard Wagner, Franz Liszt und Peter Cornelius an. Daneben wurde der wissenschaftliche Austausch und ein freundschaftliches Verhältnis mit dem Botaniker und Brasilienforscher Karl Philipp von Martius, dem Begründer der modernen Naturheilverfahren Sebastian Kneipp sowie mit dem Hofgärtendirektor Carl von Effner gepflegt.

### Nachkommen
Neben der Schriftstellerin Annette Kolb (1870–1967) erlangte Louise Kolb, die 1890 im Alter von 25 Jahren starb, als Urbild der Hespera in Annette Kolbs Roman Die Schaukel Berühmtheit. Germaine Kolb heiratete 1908 William Stockley und zog nach Irland, wo sie 1949 starb. Emil Kolb-Danvin (1874–1933) war von 1909 bis 1922 mit Catherine Radziwill verheiratet. Franziska Kolb wurde Gesellschaftsdame der Prinzessin Mathilde in Bayern und später von Prinzessin Pilar von Bayern.

### Lebensende
Max Kolb ging am 1. Januar 1900 nach vierzigjähriger Dienstzeit in den Ruhestand. Zuvor hatte er noch für die Errichtung des neuen Botanischen Gartens in München-Nymphenburg enorme Vorarbeit geleistet, wofür ihm am 5. Mai 1914 den Titel eines königlich bayerischen Hofrates verliehen wurde. Kolb starb nach kurzer schwerer Krankheit und wurde seinem Wunsch gemäß auf dem Friedhof des Klosters Scheyern beigesetzt.

### Veröffentlichungen
- Max Kolb: Theorie des Gartenbaus, Stuttgart 1877.
- Max Kolb: Der Schulgarten, dessen Nutzung und Einrichtung, Stuttgart 1880.
- Max Kolb: Die städtischen Promenaden und Pflanzungen der königlichen Haupt- und Residenzstadt München, München 1882.
- Max Kolb: Die Blumen-Ausstellung der bayerischen Gartenbau-Gesellschaft vom 22. bis 31. Mai 1886, München 1886.
- Max Kolb: Ueber die Ichthyolbehandlung der Erysipele, München 1888.
- Max Kolb: Die europäischen Alpenpflanzen: Zugleich eine eingehende Anleitung zur Pflege der Alpinen in den Gärten, Stuttgart 1889.
- Max Kolb: Der neue Stadtpark Kempten, Kempten 1894.
- Max Kolb: Pflanzen- und Blumenschmuck von Altar und Kirche: eine praktische Anleitung, Kempten 1895.
- Max Kolb: Über die Kondensation von Phtalimid mit Phenylmethylpyrazolon, Erlangen 1913.

Max Kolb gab zusammen mit J. E. Weiss die Illustrirten Monatshefte für die Gesamt-Interessen des Gartenbaues heraus.